# António Bastos Lopes
António José Bastos Lopes (19 de dezembro de 1953) é um ex-futebolista profissional português que atuava como defensor.

## Carreira
Dedicou toda a sua carreira enquanto sénior ao Sport Lisboa e Benfica onde jogou durante 15 épocas. Historicamente é o 11° jogador com mais partidas oficiais pelo clube da Luz.
António Bastos Lopes representou a Seleção Portuguesa de Futebol, na Eurocopa de 1984, semifinalista.